# Matthias Gardell
Hans Bertil Mattias Gardell (Solna, 10 agosto 1959) è uno storico e sociologo svedese studioso di religioni comparate. Attualmente possiede la cattedra di Religioni Comparate all'Università di Uppsala, in Svezia. 

## Biografia
È figlio di Bertil Gardell, un professore di psicologia, e fratello dello scrittore Jonas Gardell. Si laureò in Storia delle religioni alla università di Stoccolma nel 1995 e divenne docente nel 1999. Lavorò al Dipartimento di Religioni Comparate e al Centro per la ricerca sulla Migrazione Internazionale e sulle Relazioni Etniche all'università di Stoccolma. Per un certo periodo visse e studiò al Cairo, in Egitto. Dal luglio 2006 possiede l'attuale cattedra.
Gardell è specializzato nello studio degli estremismi religiosi e del razzismo religioso negli Stati Uniti, studiando gruppi come il Ku Klux Klan, il Nation of Islam, e i movimenti folkish nell'Etenismo. La sua tesi di laurea del 1995 su Louis Farrakhan e sul Nation of Islam fu pubblicata sia in Inglese britannico sia in Inglese americano. Il suo libro sul nazionalismo nero islamico del 1996 è considerato un caposaldo della materia.

## Vita privata
Sposato con Edda Manga e padre di sei figli da un matrimonio precedente, Gardell è un anarchico dichiarato, anche se preferisce usare l'espressione "socialista libertario".

## Opere
- Countdown to Armageddon : Minister Farrakhan and the Nation of Islam in the Latter Days, Stoccolma, Università di Stoccolma, 1995. (tesi di laurea) ISBN 91-7153-370-2
- In the Name of Elijah Muhammad : Louis Farrakhan and the Nation of Islam, Durham, Duke University, 1996, ISBN 0-8223-1852-0.
- (SV) (SV) Rasrisk : rasister, separatister och amerikanska kulturkonflikter, Stoccolma, Federativ, 1998, ISBN 91-86474-22-7.
- Gods of the Blood : The Pagan Revival and White Separatism, Durham, Duke University, 2003. ISBN 0-8223-3059-8, trad. it.  Dèi del sangue. Rinascita del paganesimo e separatismo bianco, Roma, Settimo Sigillo, 2010.
- (SV) Bin Ladin i våra hjärtan : globaliseringen och framväxten av politisk islam, Stoccolma, Leopard, 2005, ISBN 91-7343-024-2.
- (SV) Tortyrens återkomst, Stoccolma, Leopard, 2008, ISBN 978-91-7343-171-2.